# Tadas Ivanauskas
Tadas Ivanauskas (Lebiodka, danas Ljabjodka, 16. prosinca 1882. – Kaunas, 1. lipnja 1971.) bio je poznati litvanski zoolog i biolog, jedan od utemeljitelja sveučilišta Vitolda Velikog. 

## Životopis
Bio je profesor na sveučilištu Vitolda Velikog od 1922. do 1940. Godine 1929. postao je voditelj katedre za zoologiju. Bio je i profesor obnovljenog vilniuškog sveučilišta između 1940. i 1941. Vratio se na svoje staro mjesto 1944., kojeg je držao do 1956. Usporedno je bio i profesor na Kaunaškom medicinskom institutu od 1954. do 1970. Zajedno s još jednim litvanskim aktivistom iz prve polovice 20. stoljeća, Michałom Römerom, Ivanauskas je predavao o Litvi u Parizu 1905. Među njegovim drugim dosezima, poznat je po otvaranju jedne od prvih postaja za prstenovanje ptica u Europi, na rtu Ventė 1929. Utemeljitelj je zoološkog muzeja koji nosi njegovo ime (utemeljen 1918.), kao i kaunaškog botaničkog (1923.) i zoološkog vrta (1938.).

## Podrijetlo
Rođen je kao Tadeusz Iwanowski u Lebiodki, Hrodnjanska oblast u današnjoj Bjelorusiji, u poloniziranoj bjeloruskoj [nedostaje izvor] katoličkoj plemićkoj obitelji (šljahtanskoj obitelji, obitelji poljskog plemstva), odanoj baštini Velikog vojvodstva Litve. 
Nije znao govoriti litvanski sve do 1905. godine. Ipak, smatrao se Litvancem, i posvetio je svoj život ponovouspostavljenoj zemlji. Sa suprugom, otvorio je prvu litvansku školu 1918. godine.
Ino troje Tadasove braće su se izjasnila inonacionalno od njega, odnosno kao pripadnici drugih naroda iz Poljske-Litve; jedan je izjasnio se Poljakom, a drugi se izjasnio Bjelorusom.

## Vanjske poveznice
|  | Zajednički poslužitelj ima još gradiva o temi Tadas Ivanauskas                          |
|  | Zajednički poslužitelj ima još gradiva o temi Zoološki muzej Tadas Ivanauskas u Kaunasu |